# One Year of Love
One Year of Love (с англ. — «Один год любви») — рок-баллада британской группы Queen. Она была написана в 1985—1986 годах басистом группы Джоном Диконом и вошла в альбом A Kind of Magic.
В качестве сингла песня была выпущена только во Франции и Испании, на стороне «Б» были записаны «Gimme the Prize» (на всех синглах), «Seven Seas of Rhye» (на французском 12-дюймовом сингле) и «Princes of the Universe» (на испанском 12-дюймовом сингле). В США в 1992 году песня вышла только на промосингле. В чарты «One Year of Love» не входила.

## Особенности
В песне присутствует партия саксофона, её исполнил Стив Грегори.
В этой песне есть отсылки к другой песне, написанной Джоном Диконом (совместно с Фредди Меркьюри) — «Pain Is So Close to Pleasure».

## Версии песни
На альбоме и на всех синглах вышла альбомная версия, которая длится 4 минуты 22 секунды. 